# Zbrodnia w Distomo
Masakra w Distomo – zamordowanie przez żołnierzy 4. Dywizji Grenadierów Pancernych SS Polizei 218 mieszkańców greckiej wioski Distomo 10 czerwca 1944 roku. Miejsce to położone jest w zachodniej części pogórza Helikonu. Podobna zbrodnia miała miejsce w miasteczku Kalawrita, położonym na Peloponezie.